# Willy Kumado
Willy Kumado, né le 16 octobre 2002 à Accra au Ghana, est un footballeur ghanéen. Il joue au poste d'arrière droit au San Diego FC.

## Biographie

### FC Nordsjælland
Originaire du Ghana, Willy Kumado est formé par la Right to Dream Academy. Il rejoint en février 2021 le club partenaire du FC Nordsjælland, au Danemark, en même temps que son coéquipier Lasso Coulibaly,.
Il fait sa première apparition en professionnel le 17 octobre 2021, lors d'un match de Superligaen, l'élite du football danois, face au FC Midtjylland. Il entre en jeu à la place d'Oliver Villadsen et les deux équipes se neutralisent (2-2 score final).
Après avoir été un joueur majeur de l'équipe U19 du club où il officie notamment comme capitaine, Kumado est définitivement promu avec l'équipe première du FC Nordsjaelland en octobre 2022.

### Lyngby BK
Le 31 janvier 2023, Willy Kumado quitte le FC Nordsjælland pour rejoindre le Lyngby BK. Il signe un contrat courant jusqu'en juin 2025.
Il joue son premier match pour Lyngby le 19 février 2023, lors d'une rencontre de championnat contre son ancien club, le FC Nordsjælland. Il entre en jeu à la place de Rezan Corlu et les deux équipes se neutralisent (1-1 score final). Le 19 mars 2023, Kumado délivre sa première passe décisive, lors d'une rencontre de championnat face à l'AC Horsens. Titularisé, il sert Alfreð Finnbogason sur l'ouverture du score, mais Horsens parvient à égaliser (1-1 score final). Kumado est récompensé en étant élu homme du match par les supporters du Lyngby BK.

### San Diego FC
Le 10 février 2025, il rejoint le San Diego FC, franchise nouvellement créée, jusqu'en 2026, avec une option pour 2027 et 2028,.